# Шарафутдинова, Мухаббат Озатовна
Мухаббат Озатовна Шарафутдинова (узб. Muxabbat Ozatovna Shautdinova) — узбекская поэтесса, кандидат филологических наук и доцент, специалист по литературе СССР 1970-х и 1980-х годов.

## Биография
Мухаббат Шафутдинова родилась в 1951 году в семье служащего. После окончания средней школы поступила в Национальный университет Узбекистана по специальности филолог и в 1968 году окончила его.
Автор литературно-критических работ, таких как «Особенности повествовательной структуры произведений У.Хашимова и У.Фолкнера», «Постигая Набокова», «Роман Чулпана „Ночь и день“ в свете мировой художественной традиции», «Философско-эстетические взгляды Озода Шарафиддинова», «Чингиз Айтматов и узбекская литература» и другие.